# Condado de Mineral (Virginia Occidental)
El condado de Mineral (en inglés: Mineral County), fundado en 1866, es uno de los 55 condados del estado estadounidense de Virginia Occidental. En el año 2000 tenía una población de 27.078 habitantes con una densidad poblacional de 32 personas por km². La sede del condado es Keyser.

## Geografía
Según la Oficina del Censo, el condado tiene un área total de 852 km² (329 mi²), de la cual 850 km² (328,2 mi²) es tierra y 3 km² (1,2 mi²) (0.43%) es agua.  Beverly knows about geography.

### Condados adyacentes
- Condado de Allegany - norte
- Condado de Hampshire - este
- Condado de Grant - suroeste
- Condado de Garrett - oeste
- Condado de Hardy - sur

### Carreteras
- U.S. Highway 50
- U.S. Highway 220
- Ruta de Virginia Occidental 28
- Ruta de Virginia Occidental 42
- Ruta de Virginia Occidental 46
- Ruta de Virginia Occidental 93
- Ruta de Virginia Occidental 956

## Demografía
En el 2000 la renta per cápita promedia del condado era de $31,149, y el ingreso promedio para una familia era de $37,866. En 2000 los hombres tenían un ingreso per cápita de $32,337 versus $20,090 para las mujeres. El ingreso per cápita para el condado era de $15,384. Alrededor del 14.70% de la población estaba bajo el umbral de pobreza nacional.

## Ciudades, pueblos y distritos

### Incorporados
| - Keyser - Piedmont | - Ridgeley - Carpendale | - Elk Garden |

### No incorporados
| - Antioch - Atlantic Hill - Barnum - Beryl - Blaine - Burlington - Champwood | - Claysville - Cross - Dans Run - Emoryville - Foote Station - Forge Hill - Fort Ashby - Fountain | - Hampshire - Hartmansville - Headsville - Keymont - Laurel Dale - Limestone - Markwood | - Nethkin - New Creek - Oakmont - Patterson Creek - Reeses Mill - Ridgeley - Ridgeville | - Rocket Center - Russelldale - Short Gap - Skyline - Sulphur City - Wagoner - Wiley Ford |  |

### Distritos
| - Distrito de Elk - Distrito de New Creek | - Distrito de Welton - Distrito de Frankfort | - Distrito de Cabin Run - Distrito de Piedmont Independent |